# Falche (re di Sicione)
Falche (in greco antico: Φάλκης?, Fálkēs) è un personaggio della mitologia greca. Fu un Eraclide che divenne re di Sicione.

## Genealogia
Figlio di Temeno, fu padre di Regnida.

## Mitologia
Così come fecero anche i suoi fratelli, Falche non condivise la decisione del padre di concedere i suoi affetti a sua sorella Irneto e nemmeno la decisione dell'esercito che, dopo la morte del padre assegnò il trono al cognato Deifonte (il comandante dell'esercito e marito di Irneto), così si recò ad Epidauro dove risiedevano i due sposi per convincere lei a lasciare il marito.
Al rifiuto della donna la rapì e caricatola sul proprio carro fuggì mentre, inseguito da Deifonte, vide il fratello Cerine morire colpito da una freccia e strinse più forte a sé Irneto (che era incinta) fino ad ucciderla.
In seguito divenne re di Sicione, città che conquistò con l'aiuto dei Dori in un attacco notturno e rispettò la vita di Lacestade (il re sconfitto ed anch'esso un Eraclide) scegliendo di condividere con lui il trono. Infine eresse un Heroon ad Hera poiché sosteneva che la dea lo avesse guidato sulla strada per Sicione.
Dopo la sua morte il trono passo al figlio Regnida.